# 沃姆斯猶太會堂

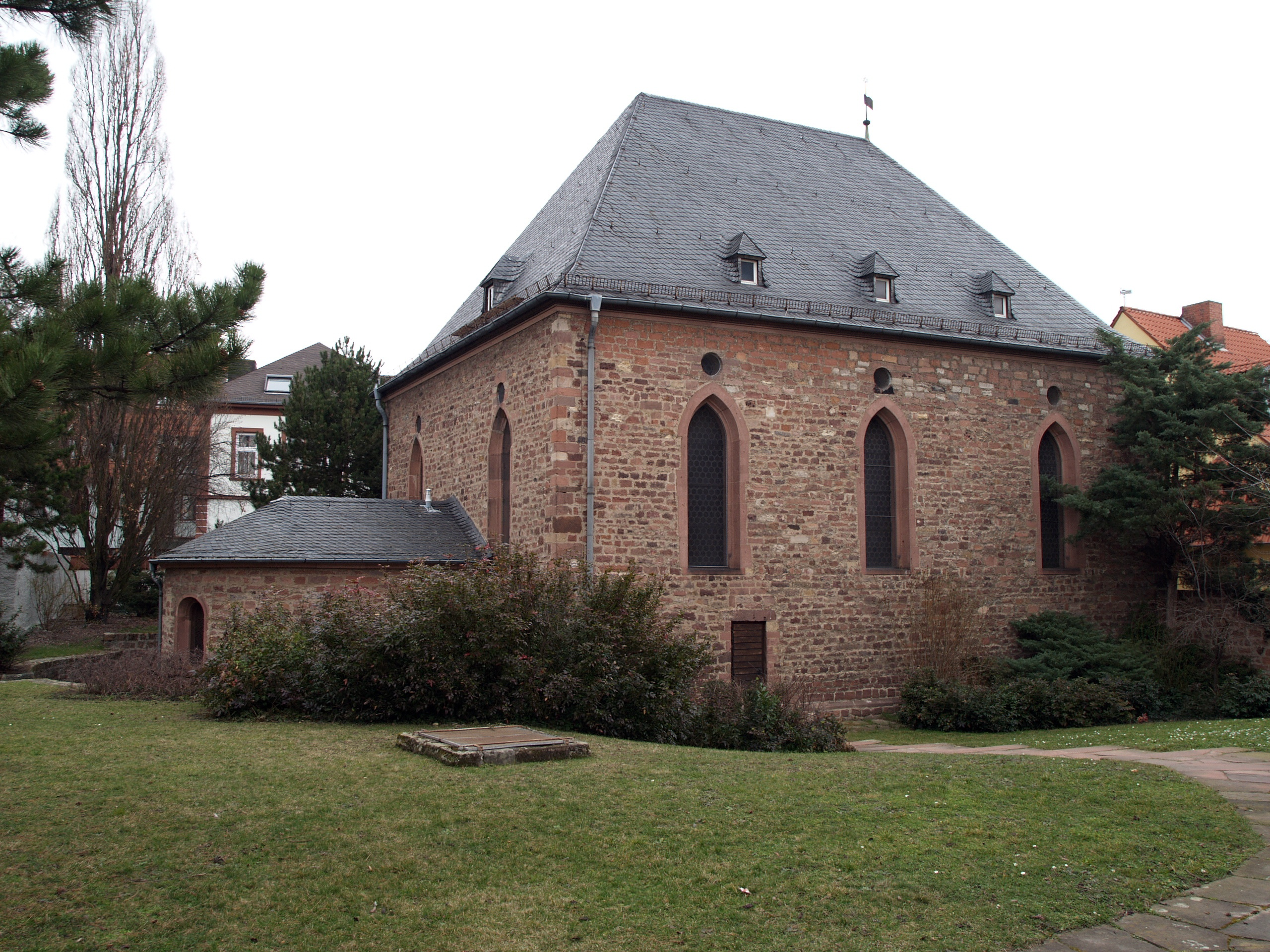
沃姆斯猶太會堂

沃姆斯猶太會堂（Worms Synagogue）是德國城市沃姆斯的一座猶太會堂。

## 历史
這座猶太會堂修建於11世紀。這裡的第一座猶太會堂修建於1034年，因此被視為德國最古老的現存的猶太會堂。這座猶太會堂在1096年第一次十字軍東征中首次被毀，隨後在1175年按羅馬式建築重建。2010年，該建築遭到縱火。

## 外部連結
Worms tourism site on the synagogue
49°38′0.96″N 8°21′58.82″E / 49.6336000°N 8.3663389°E